# Кун, Якоб
Я́коб Кун (нем. Jakob Kuhn; 12 октября 1943, Цюрих — 26 ноября 2019, Цолликерберг, Цюрих) — швейцарский футболист и футбольный тренер.

## Карьера
Во время игровой карьеры выступал главным образом за «Цюрих». Провёл 63 игры за национальную сборную, в том числе один матч на мировом первенстве 1966 года в Англии. Как тренер возглавлял сборную Швейцарии в финальных турнирах Евро 2004 и 2008 и чемпионата мира 2006.

## Достижение

### Как игрок
«Цюрих»:
- Чемпион Швейцарии (6): 1962/63, 1965/66, 1967/68, 1973/74, 1974/75, 1975/76
- Обладатель Кубка Швейцарии (5): 1966, 1970, 1972, 1973, 1976
- Обладатель Кубка часов: 1976

«Грассхоппер»:
- Чемпион Швейцарии: 1977/78